# Polerady (kraj ustecki)
Polerady – miejscowość i gmina (obec) w Czechach, w kraju usteckim, w powiecie Most. W 2022 roku liczyła 226 mieszkańców.